# Antanas Tyla
Antanas Tyla (ur. 1929) - prof., litewski historyk, absolwent Uniwersytetu Wileńskiego (1956), wykładowca na Uniwersytecie Witolda Wielkiego, dyrektor Instytutu Historii Litwy w latach 1992-1999.

## Monografie
- 1905 metų revoliucija Lietuvos kaime, Vilnius: Mintis, 1968. 268, [3] ss.
- Lietuva ir Livonija XVI a. pabaigoje – XVII a. pradžioje, Vilnius: Mokslas, 1986. 219 ss.
- Garšvių knygnešių draugija, Vilnius: Mintis, 1991, 107 ss.